# Lumbriculus variegatus
Lumbriculus variegatus é uma espécie de anelídeo pertencente à família Lumbriculidae.  A autoridade científica da espécie é Müller, tendo sido descrita no ano de 1774. Estes anelídeos respiram pela pele e precisam ficar molhados. Uma única minhoca vive menos de uma hora no ar à temperatura e umidade ambiente. Mas uma bola de minhocas com 20 indivíduos sobrevive mais de 5 horas, e o tempo de sobrevivência aumenta à medida que o número de minhocas aumenta.

## Distribuição
Trata-se de uma espécie presente no território português, incluindo a sua zona económica exclusiva.Elas vivem em cavernas de enxofre e áreas inundadas.